# Воображаемый друг (фильм)
«Вообража́емый друг» (англ. Imaginary) — американский фильм ужасов о сверхъестественном Джеффа Уодлоу. Сценарий написали Уодлоу, Грег Эрб и Джейсон Оремленд. В фильме снимались Деванда Уайз, Том Пэйн, Тэген Бёрнс, Пайпер Браун, Вероника Фалькон и Бетти Бакли. Спродюсирован Джейсоном Бламом и компаниями Blumhouse Productions и Tower of Babble. В прокат картину выпустила Lionsgate 8 марта 2024 года.
«Воображаемый друг» получил негативные отзывы от кинокритиков.

## Сюжет
Вернувшись вместе с семьёй в дом своего детства, Джессика находит своего старого игрушечного медведя Чонси и видит, что к нему привязалась её младшая падчерица Элис. После того как поведение Элис становится опасным, а игры, в которые она играет с Чонси, приобретают всё более зловещий характер, Джессика начинает понимать, что Чонси — это нечто большее, чем игрушка, которой она считала его все эти годы.

## В ролях
- Деванда Уайз[англ.] — Джессика[9]
- Пайпер Браун — Элис[10]
- Том Пэйн[10] — Макс
- Бетти Бакли[10] — Глория
- Тэген Бёрнс[10] — Тейлор
- Мэттью Сато[10] — Лиам
- Вероника Фалькон[англ.][10] — доктор Алана Сото
- Дэйн Дильегро[англ.][11] — медвежонок Чонси[12]

## Создание
В феврале 2023 года журнал Deadline Hollywood сообщил, что Lionsgate приобрела права на прокат фильма ужасов Blumhouse «Воображаемый друг». Режиссёром стал Джефф Уодлоу, он же написал сценарий в соавторстве с Грегом Эрбом и Джейсоном Оремлендом. Съёмки проходили в Новом Орлеане с мая по конец июня 2023 года, бюджет картины составил 10-12 млн долларов США.

## Маркетинг
Тизер-трейлер «Воображаемого друга» вышел в ноябре 2023 года и демонстрировался в кинотеатрах во время сеансов другого фильма ужасов Blumhouse — «Пять ночей с Фредди». Ролик начинался с фразы, произнесённой детским голосом: «Привет, хочешь поиграть со мной в игру? Закрой глаза и включи воображение», после чего, дабы дать зрителям представить происходящее в трейлере, демонстрировался чёрный экран с объёмным звуком 7.1. Разрабатывая данный маркетинговый приём, студия предполагала, что воображение зрителей будет не менее пугающим, чем традиционный тизер.

## Релиз
«Воображаемый друг» был выпущен в прокат 8 марта 2024 года компанией Lionsgate. Изначально фильм должен был выйти 2 февраля 2024 года, однако был перенесён вследствие забастовки SAG-AFTRA.

## Восприятие

### Кассовые сборы
По данным на 25 марта 2024 года сборы фильма «Воображаемый друг» составляют 23,6 млн долларов в США и Канаде и 6,6 млн долларов на других территориях; общая сумма — 30,3 млн долларов.

### Оценки и отзывы
На агрегаторе Rotten Tomatoes «рейтинг свежести» фильма составляет 24 % со средним рейтингом 4,1/10, сформированным на основе 104 отзывов критиков. Консенсус сайта гласит: «Концепция „Воображаемого друга“ довольно прочна, чтобы напугать пару раз, но огромный потенциал теряется в клишированном сюжете, который погряз в построении мира». На сайте Metacritic средневзвешенная оценка фильма составляет 34 балла из 100 на основании 21 рецензии, что свидетельствует о «в целом неблагоприятных» отзывах. Зрители, опрошенные CinemaScore, дали фильму оценку «C+» по шкале от «A+» до «F», в то время как 57 % опрошенных PostTrak положительно оценили картину.
Оуэн Глейберман из Variety назвал фильм «несерьёзной детской страшилкой». Фрэнк Шек из The Hollywood Reporter похвалил игру Деванды Уайз и юных актёров, добавив: «„Воображаемый друг“, начинающийся как довольно тихий подозрительный фильм с интригующей психологической глубиной, в конце концов скатывается к бессмыслице, свойственной многим хоррор-фильмам недавнего времени (например, бассейну-убийце в „Проклятых водах“ от той же компании)».
Уилсон Чепмен из IndieWire дал фильму оценку «C», написав: «Даже в самом интересном виде „Воображаемый друг“ обладает примерно той же силой, что и плоды воображения, давшие [фильму] название. Подобно своему воображаемому другу из детства, вы, вероятно, быстро забудете о нём». Роберт Абеле, написавший для Los Angeles Times, упрекнул режиссёра Джеффа Уодлоу в том, что тот «ужасно работает с актёрами», отметив, что «даже неподвижное плюшевое животное кажется недостаточно грамотно созданным». Абеле подчеркнул: «„Воображаемый друг“ игнорирует стремление развлечь [зрителя], становясь настолько чопорным, банальным и унылым, насколько это возможно для мартовского космо-филлера».